# Cirenaica

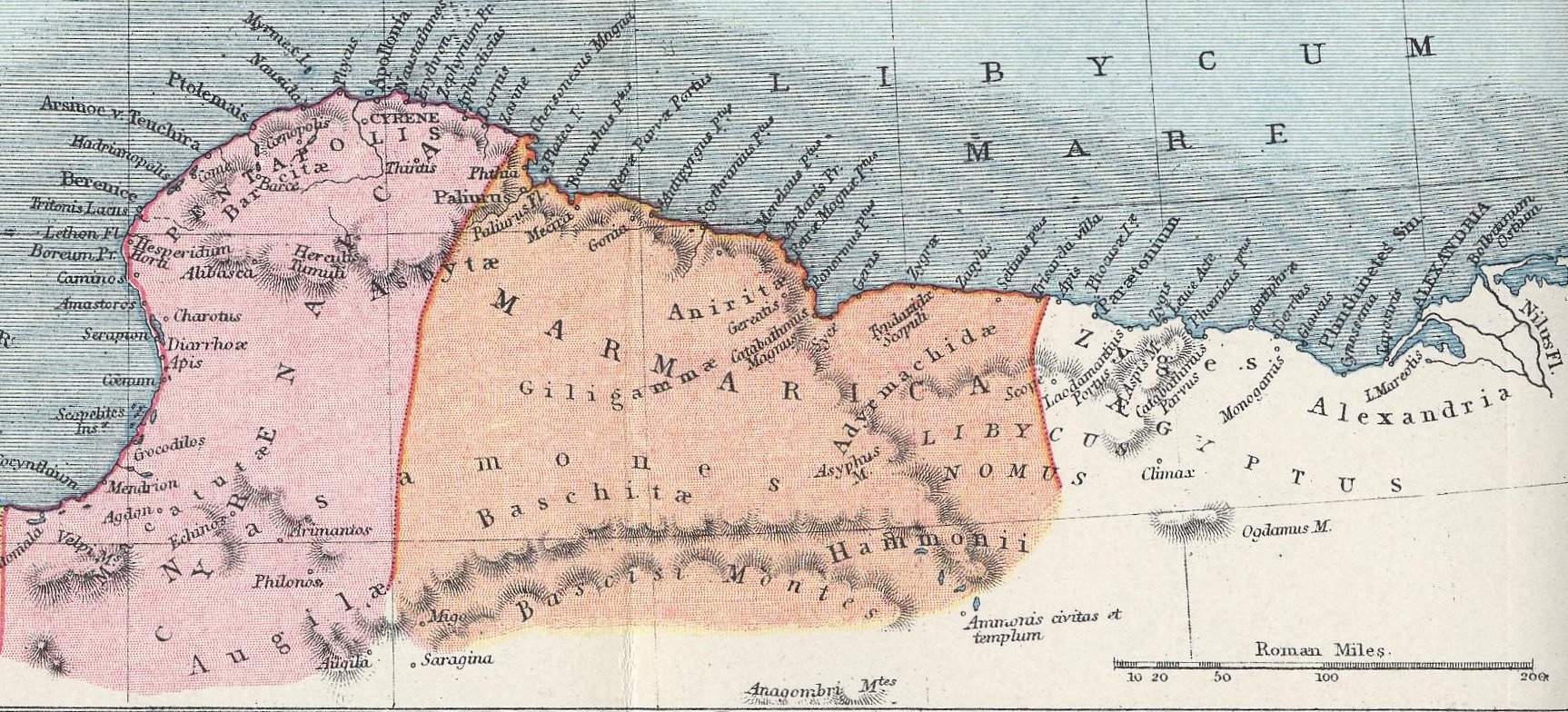
A Cirenaica (em rosa) e Marmárica (em laranja).

Cirenaica (em grego: Κυρηναϊκή; em árabe: برقة; romaniz.: Barqah; em berbere: Berqa) é a costa oriental da moderna Líbia, uma referência à cidade mais importante da região na antiguidade, Cirene. Também conhecida como "Pentápole" na antiguidade, era parte da província romana de Creta e Cirenaica durante o período romano e foi posteriormente dividida em duas outras regiões, a "Líbia Pentápole" (Líbia Superior) e a "Líbia Sica" (Libia Sicca; Líbia Inferior). No período islâmico, a região passou a ser denominada Barqa, desta vez uma referência à cidade de Barca.
A Cirenaica foi também o nome de uma divisão administrativa da Líbia Italiana entre 1927 e 1943, nome que manteve durante a administração civil e militar britânica entre 1943 e 1951 e, finalmente, do Reino da Líbia entre 1951 e 1963. Num sentido amplo, que ainda é utilizado, a Cirenaica abrange toda a região oriental da Líbia, incluindo o distrito de Cufra. Ela é vizinha da Tripolitânia para o noroeste e de Fezã para o sudoeste. Porém, desde 1963 a região foi oficialmente dividida em diversos xabias (shabiyat), as divisões administrativas da Líbia.
Foi ali que começou a Guerra Civil Líbia e ela esteve sob o controle do Conselho Nacional de Transição durante a maior parte da guerra, cujo quartel-general era em Bengazi.

## Geografia

Cirenaica

Geograficamente, a Cirenaica está localizada sobre um formação calcária miocena que se ergue abruptamente a partir do Mar Mediterrâneo e que gradualmente desce até ao nível do mar no interior.
Esta formação está dividida em dois blocos. Jabal Acdar ("Montes Verdes") se estende paralelamente à costa a partir do golfo de Sidra seguindo até o golfo de Bomba, alcançando 872 metros de altitude. Não existe na região uma planície costeira contínua e a faixa mais longa começa no recesso do golfo de Sidra, passa por Bengazi e segue até Tolmeita. Dali em diante, com exceção de alguns pontos em Susa e Derna, a costa é toda escarpada. Um alto precipício separa a planície de um platô relativamente plano conhecido como "Planície de Marje", já a 300 metros de altitude. Sobre ele está um outro, a 700 metros, que ostenta os picos mais altos de toda a formação.
Jabal Acdar e a costa adjacente fazem parte da ecorregião das Florestas e arbustos mediterrâneos e têm um clima mediterrâneo caracterizado por verões quentes e secos e invernos chuvosos e amenos. A cobertura vegetal da região inclui florestas, bosques, maquis, garrigues, estepes e savanas de carvalho. Os garrigues ocupam as porções não agricultáveis e as encostas da planície costeira, com Sarcopoterium spinosum, juntamente com Asphodelus microcarpus e Artemisia herba-alba, como a espécie predominante. Pequenas áreas de maquis podem ser encontradas nas encostas voltadas para o norte perto do mar e também, já numa área mais ampla, no platô mais baixo. Juniperus phoenicea, Pistacia lentiscus, Quercus coccifera e Ceratonia siliqua são as plantas mais comuns. O platô mais alto inclui áreas de garrigue, duas comunidades de maquis, uma dominada pela Pistacia lentiscus e a outra de arbustos variados dominada pelo endêmico Arbutus pavarii, e florestas de Cupressus sempervirens, Juniperus phoenicea, Olea europaea, Quercus coccifera, Ceratonia siliqua e Pinus halepensis.
A planície de Marje tem áreas de solo vermelho nas quais são abundantes as colheitas de trigo e cevada, tanto antigamente quanto hoje. Muitos cursos d'água despontam das terras mais altas. Oliveiras selvagens são comuns e grandes áreas de savana dão pasto para os rebanhos dos beduínos da região. No passado, a maior parte da região estavam cobertas por florestas, mas as reservas que restaram em Jabal Acdar vem declinando em décadas recentes. Um relatório de 1996 para a Organização das Nações Unidas para Alimentação e Agricultura estima que a cobertura florestal foi reduzida de 500 000 para 320 000 hectares, principalmente para abrir espaço para a agricultura A Green Mountain Conservation and Development Authority estima que ela caiu de 500 000 para 180 000 hectares entre 1976 e 2007.
As encostas para o sul de Jabal Acdar estão localizadas na ecorregião de transição das Estepes e terras áridas mediterrâneas, entre as regiões de clima mediterrâneo do norte da África e o deserto do Saara.
O segundo bloco, Jabal Alacba, está ao sul e leste de Jabal Acdar e entre os dois está uma depressão. Esta região oriental, conhecida na antiguidade como Marmárica, é muito mais seca que Jabal Acdar e ali o Saara alcança a costa. Historicamente, a indústria do sal e a pesca de esponjas eram atividades muito mais importantes que a agricultura. Além disso, Bomba e Tobruque tinham bons portos.
Ao sul das terras altas na costa de Cirenaica está uma grande depressão que é parte do deserto do Saara e avança de leste para oeste, partindo do golfo de Sidra a leste seguindo até o Egito no oeste. Ela é conhecida como Deserto Líbio e inclui o Grande Mar de Areia e o Calanchio. Existem ali uns poucos oásis, incluindo Aujila (antiga Augila) e Giarabube.

## História

### Cidades gregas

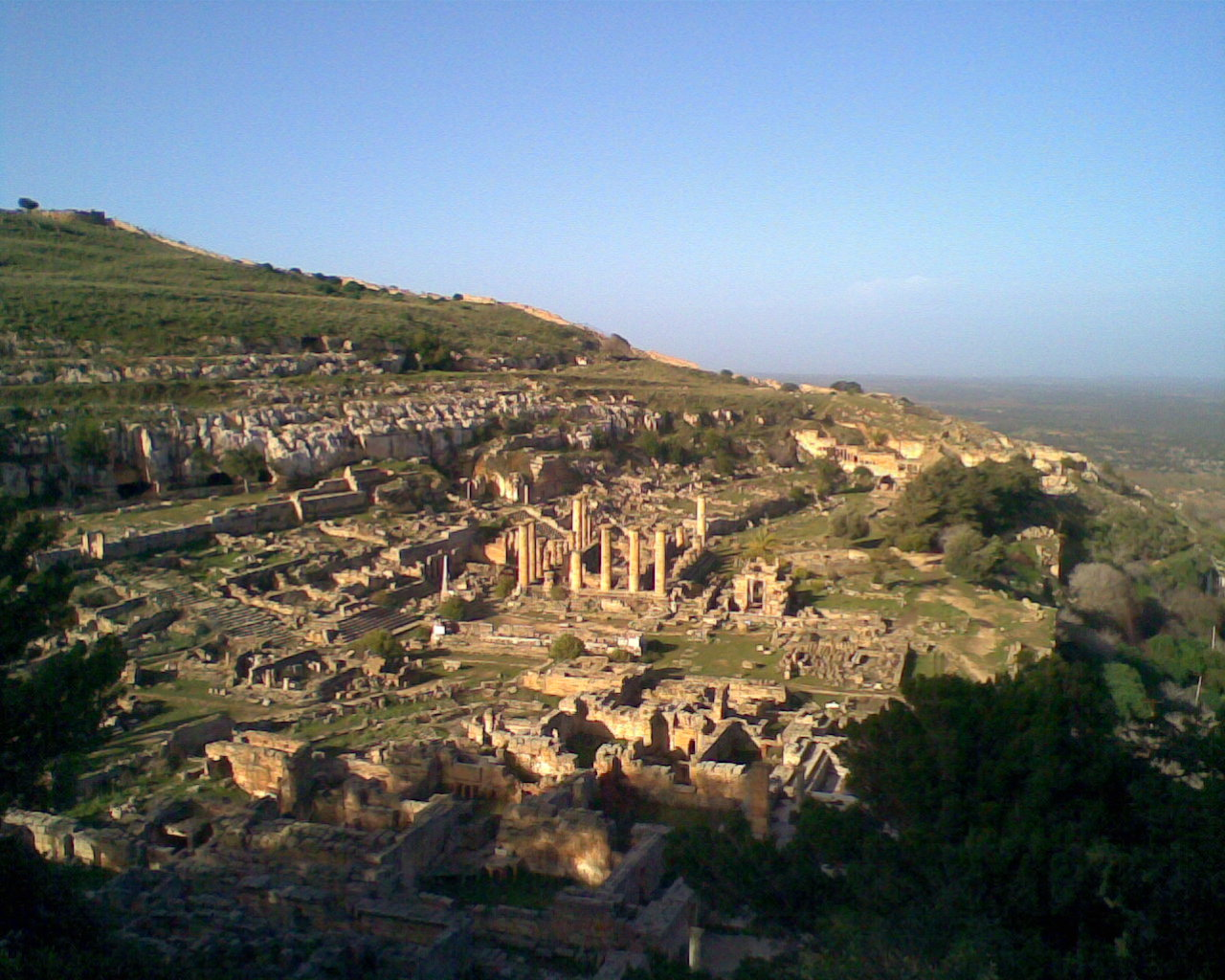
Ruínas de Cirene

Durante o período Raméssida (século XIII a.C.), Libu e Meshwesh eram as tribos que viviam na Cirenaica que foram mencionadas nos registros históricos como realizando frequentes incursões no território do Império do Egito. Posteriormente, elas conquistaram o Egito, fundando as dinastias XIX e XXIV.
A partir do século VII a.C., a região recebeu diversas colônias gregas. A primeira e mais importante delas foi Cirene, fundada por volta de 631 a.C. por colonos da ilha de Tera (Santorini) que haviam partido depois de um período de carestia. O comandante da missão era Aristóteles e ele adotou o nome líbio de "Battos", que seria depois tomado emprestado pela dinastia que governou a região, os "Bátidas", apesar da inimizade das outras cidades gregas vizinhas.
Para o leste, a árida Marmárica não tinha nenhuma grande cidade, mas, para o oeste, cinco se destacavam: Cirene, cujo porto era Apolônia (Marsa Susa); Arsínoe ou Taucheira (Tocra), Euespérides ou Berenice (perto da moderna Bengazi), Balagras (Baida) e Barce (Marje). Por isso, a região ficou conhecida como Pentápole, um nome que passou a ser utilizado como sinônimo de Cirenaica. O sul da Pentápole era esparsamente habitado por tribos do Saara, inclusive o famoso oráculo faraônico de Amon em Amônio (no Oásis de Siuá).
Na época, a região era grande produtora de cevada, trigo, óleo de oliva, vinho, figo, maçãs, lã e silphium, uma erva que só crescia na Cirenaica e que se acreditava ter poderes de cura e efeitos afrodisíacos. Além disso, havia grandes rebanhos de ovelhas e gado bovino. Cirene, por sua vez, tornou-se um dos grandes centros da produção intelectual e artística do mundo grego, famosa por sua escola de medicina, por suas academias e pela sua arquitetura, que incluía alguns dos mais belos exemplos da arte helenística. Os Cirenaicos, uma escola de pensamento cujos membros ensinavam uma doutrina de contentamento moral que definia a felicidade como a soma dos prazeres humanos, foi fundada por Aristipo de Cirene. Outros notáveis nativos da região foram o poeta Calímaco e os matemáticos Teodoro e Erastótenes.
Em 525 a.C., depois de tomar o Egito, os persas tomaram a Pentápole. Depois deles veio Alexandre, o Grande, em 332 a.C., que recebeu tributos das cidades da região depois de conquistar o Egito. Finalmente, ela foi formalmente anexada por Ptolemeu I Sóter e passou a fazer parte do Egito ptolemaico. Por um breve período, sob o comando de Magas de Cirene, um enteado de Ptolemeu I, a Cirenaica foi independente, mas foi reabsorvida pelo Egito assim que ele morreu. Finalmente, a região foi separada do reino egípcio por Ptolemeu VIII, que deu-a para seu filho, Ptolemeu Apion, que, por sua vez, deixou a região como herança para a República Romana depois de morrer sem deixar herdeiros em 96 a.C.

### Província romana
O nome latino Cyrenaica data do século I a.C. e nasceu para designar o território durante o período romano. Embora alguma confusão exista sobre qual exatamente seria a extensão do território herdado de Magas, já em 78 a.C. ele já havia sido organizado como uma das províncias administrativas juntamente com Creta. Em 20 a.C., a região transformou-se numa província senatorial juntamente com o seu vizinho muito mais importante, a África Proconsular. O Egito, por outro lado, tornou-se um domínio imperial sui generis, governado por prefeito do Egito (praefectus Aegypti) em 30 a.C.
A reforma de Diocleciano (r. 284–305) de 296 mudou completamente a estrutura administrativa do império. A Cirenaica foi dividida em duas novas províncias, a Líbia Superior ou Líbia Pentápole, que abrangia a Pentápole e tinha Cirene como capital, e a Líbia Inferior ou Líbia Sica, na Marmárica, com capital na cidade portuária de Paretônio, cada uma governada por um modesto presidente. Ambas foram subordinadas inicialmente à Diocese do Oriente, cuja capital estava na distante Antioquia, na Síria romana, e, depois de 370, à Diocese do Egito, na Prefeitura pretoriana do Oriente. A região vizinha da Tripolitânia, para o oeste, a maior entre as várias províncias resultantes da divisão da antiga África Proconsular, tornou-se parte da Diocese da África, que estava na Prefeitura pretoriana da Itália e África. Depois do grande terremoto de 365, a capital mudou-se para Ptolemaida. Depois que o império foi dividido, a Cirenaica (assim como toda a Prefeitura do Oriente) tornou-se parte do Império Romano do Oriente, o futuro Império Bizantino, e fazia fronteira com o Império Romano do Ocidente na divisa com a Tripolitânia.
Quando os vândalos invadiram a África no final do século V, a região passou a fazer parte do Reino Vândalo, mas foi logo reconquistada por Belisário em 533.

#### Cristianização
De acordo com os evangelhos sinóticos, Simão de Cirene carregou a cruz de Jesus no caminho da crucificação. Uma outra tradição afirma que São Marcos teria nascido na Pentápole e para lá retornou depois de um período pregando com São Paulo em Colossas e Roma; depois, a partir da Pentápole é que ele teria viajado para Alexandria (onde é considerado também como o fundador da comunidade cristã).
O cristianismo primitivo se espalhou para a Pentápole a partir do Egito; Sinésio de Cirene (370-414), bispo de Ptolemaida, foi educado em Alexandria tanto na Escola Catequética quanto no Mouseion, e teria assistido ali às aulas de Hipácia, a última filósofa pagã da cidade, por quem nutria grande deferência e simpatia. Sinésio foi feito bispo pelo papa de Alexandria Teófilo em 410 Numa decisão que remontava o antigo Concílio de Niceia (325), a Cirenaica era parte da província eclesiástica do Patriarcado de Alexandria e o papa da Igreja Ortodoxa Copta de Alexandria inclui até hoje a Pentápole em seu título como sendo uma das áreas sob sua jurisdição.

##### Sés episcopais
As sés episcopais da província e que aparecem no Anuário Pontifício como sés titulares sãoː
- Barca
- Berenice (Bengazi)
- Bóreo (Tabibi)
- Cirene
- Distis
- Eritro (Uaili Etrune)

Para as sés da Líbia Inferior, veja Marmárica.

### Domínio árabe e otomano
A Cirenaica foi conquistada pelos árabes muçulmanos durante o reinado do segundo califa, Omar, em 643-644 e passou a ser chamada de "Barca" (Barqah), nome emprestado da nova capital provincial, Barca (ou Barce). Depois que o Califado Omíada ruiu, a região foi essencialmente anexada ao Egito - mesmo mantendo seu antigo nome - primeiro sob os califas fatímidas e depois sob os sultanatos dos aiúbidas e mameluco. Finalmente, a região foi anexada pelo Império Otomano em 1517 e passou a integrar o Vilaiete de Tripolitânia, cujas principais cidades eram Bengasi e Derna.

### Domínio italiano

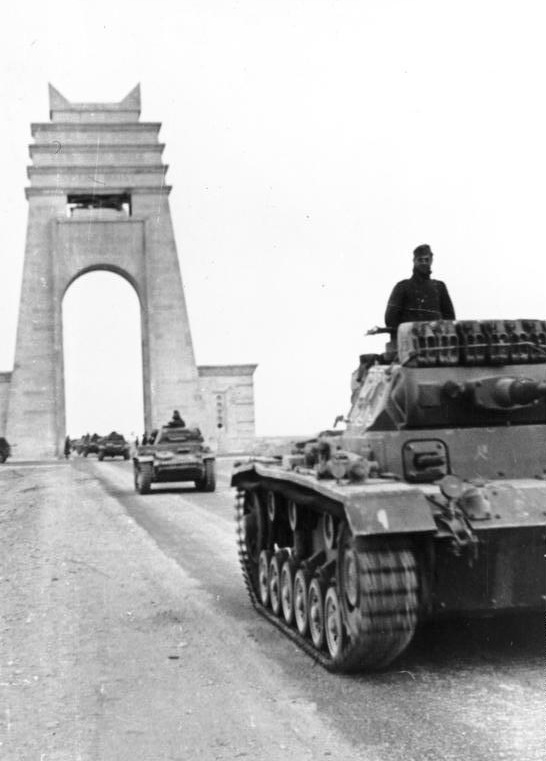
Arco de Mármore, um arco triunfal construído na fronteira entre Cirenaica e Tripolitânia pelos italianos

Os italianos ocuparam a Cirenaica durante a Guerra Ítalo-Turca de 1911 e declaram a região um protetorado em 15 de outubro do ano seguinte. Três anos depois, os otomanos cederam a província oficialmente para o Reino da Itália. Em 17 de maio de 1919, a Cirenaica tornou-se uma colônia e, em 25 de outubro de 1920, o governo italiano reconheceu o xeique Idris como líder dos senussos e ele recebeu o status de emir até 1929, quando a decisão foi revogada. Em 1 de janeiro de 1934, as regiões de Tripolitânia, Cirenaica e Fezã foram reunidas na nova colônia da Líbia Italiana.
Os fascistas italianos construíram o Arco de Mármore, um arco triunfal imperial, na fronteira entre Cirenaica e Tripolitânia. Ele foi dinamitado na década de 70 já durante o governo de Muammar al-Gaddafi.
Muitos combates da Segunda Guerra Mundial foram travados ali entre os Aliados e as forças do exército italiano em conjunto com a famigerada Afrika Korps da Alemanha Nazista. No final de 1942, as forças do Império Britânico conquistaram a Cirenaica e o Reino Unido passou a administrar a Líbia, uma situação que perdurou até 1951, quando o Reino da Líbia foi criado como um país independente.

### Emirado de Cirenaica
Em 1949, Idris as-Senussi, com apoio dos britânicos, proclamou a Cirenaica como um emirado independente, que logo se uniu ao Reino da Líbia quando ele foi criado em 24 de dezembro de 1951.